# Maureen Connolly

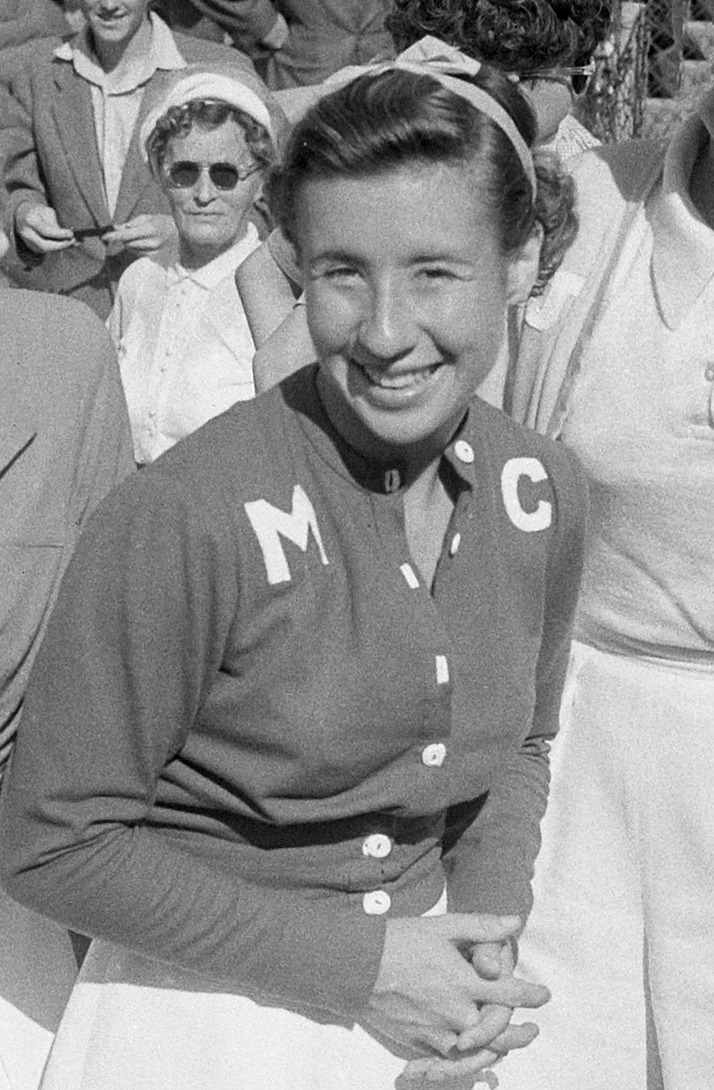
Maureen Connolly, 1953

Maureen Catherine Connolly, Spitzname Little Mo (* 17. September 1934 in San Diego, Kalifornien; † 21. Juni 1969 in Dallas, Texas) war eine US-amerikanische Tennisspielerin.
Als Kind liebte Maureen Connolly das Reiten, aber da ihre Mutter nicht in der Lage war, die Reitstunden zu bezahlen, begann sie mit dem Tennisspielen. Aufgrund ihres kraftvollen Spiels von der Grundlinie gewann sie im Alter von 14 Jahren 56 Spiele in Folge und im folgenden Jahr wurde sie die jüngste Spielerin, die die US-amerikanische Meisterschaft der unter 18-Jährigen gewann.
Im Jahr 1951 erreichte sie bei ihrer ersten Teilnahme an den US Open in Forest Hills das Finale, besiegte als 16-Jährige Shirley Fry und wurde die jüngste Siegerin von Amerikas wichtigstem Turnier. Aufgrund ihrer Ausstrahlung wurde sie der Liebling der Medien und eine der populärsten Personen der USA. Sie wurde von 1951 bis 1953 mit der Sportler des Jahres-Auszeichnung von Associated Press geehrt.
| Jahr                                                 | Tennisspieler(in)                             | Wettbewerb     |
| ---------------------------------------------------- | --------------------------------------------- | -------------- |
| 1938                                                 | Don Budge                                     | Herreneinzel   |
| 1951                                                 | Ken McGregor Frank Sedgman                    | Herrendoppel   |
| 1953                                                 | Maureen Connolly                              | Dameneinzel    |
| 1960                                                 | Maria Bueno mit verschiedenen Partnerinnen    | Damendoppel    |
| 1962                                                 | Rod Laver                                     | Herreneinzel   |
| 1963                                                 | Margaret Smith Ken Fletcher                   | Mixed          |
| 1965                                                 | Margaret Smith mit verschiedenen Partnern     | Mixed          |
| 1967                                                 | Owen Davidson mit verschiedenen Partnerinnen  | Mixed          |
| 1969                                                 | Rod Laver                                     | Herreneinzel   |
| 1970                                                 | Margaret Court                                | Dameneinzel    |
| 1983                                                 | Stefan Edberg                                 | Junioreneinzel |
| 1984                                                 | Martina Navratilova Pam Shriver               | Damendoppel    |
| 1988                                                 | Steffi Graf                                   | Dameneinzel    |
| 1998                                                 | Martina Hingis mit verschiedenen Partnerinnen | Damendoppel    |
|  mit verschiedenen Partnern  Golden Slam fett Einzel |                                               |                |

Connolly verteidigte ihren Titel 1952 erfolgreich und gewann im gleichen Jahr auch in Wimbledon. Für 1953 verpflichtete sie einen neuen Trainer, den Kapitän des australischen Daviscup-Teams Harry Hopman. Zum ersten Mal trat sie bei allen Grand-Slam-Turnieren an und wurde die erste Tennisspielerin der Welt, die alle Grand-Slam-Turniere in einem Jahr gewann.
1954 gewann sie die French Open und in Wimbledon. Am 20. Juli 1954 wurde sie beim Reiten von einem LKW angefahren und musste im Alter von 19 Jahren ihre Tenniskarriere beenden.
Sie wurde in die Hall of Fame des Tennissports und in die Hall of Fame des internationalen Frauensports aufgenommen.

## Erfolge bei Grand-Slam-Turnieren
Einzel
| Turnier                            | 1949 | 1950 | 1951 | 1952 | 1953 | 1954 | T / T | S/N  | Sieg% |
| ---------------------------------- | ---- | ---- | ---- | ---- | ---- | ---- | ----- | ---- | ----- |
| Australian Championships           | —    | —    | —    | —    | S    | —    | 1 / 1 | 5:0  | 100 % |
| Französische Tennismeisterschaften | —    | —    | —    | —    | S    | S    | 2 / 2 | 10:0 | 100 % |
| Wimbledon                          | —    | —    | —    | S    | S    | S    | 3 / 3 | 18:0 | 100 % |
| U.S. Championships                 | 2    | 2    | S    | S    | S    | —    | 3 / 5 | 20:2 | 91 %  |

Im Jahr 1955 heiratete Maureen Connolly Norman Brinker, ein Mitglied der Reitermannschaft, die die USA bei den Olympischen Spielen 1952 vertreten hatte. Sie hatten zusammen zwei Kinder.
Connolly blieb dem Tennissport verbunden und berichtete als Korrespondentin für einige US-amerikanische und englische Zeitungen von großen US-amerikanischen Tennisturnieren. In Texas, wo sie mit ihrer Familie lebte, gründete sie mit ihrem Mann die „Maureen Connolly Brinker Foundation“ zur Förderung von jungen Tennisspielern.
1966 erkrankte sie an einem Ovarialkarzinom und verstarb nach langem Kampf mit der Krankheit am 21. Juni 1969 im Alter von nur 34 Jahren in Dallas.

## Filmografie
- "Unforgettable: The Little Mo Connolly Story (2003)", 58 min, Dokumentation und Biographie, Sport, 24. April 2003 (USA)
- "Little Mo" (Youtube, Biographie von Maureen Connolly, USA 1978, Spielfilm, 2:21 Stunden)